# Linje 3bis (Paris metro)
| Urban head station in tunnel |

| Urban tunnel stop on track |

| Urban tunnel stop on track |

| Urban end station in tunnel |

| Urban head station in tunnel |

| Urban tunnel stop on track |

| Urban tunnel stop on track |

| Urban end station in tunnel |

Paris metrolinje 3bis i Paris metro öppnade år 1971 i Paris i Frankrike. Den är en av 16 linjer som ingår i nätet.  Linjen sammanbinder station Gambetta på linje 3 i östra Paris med Porte des Lilas på linje 11 även den i öst. Med en längd av 1,3 km och 4 stationer går linjen helt under jord och är den kortaste i nätet.

## Historia
- 1921 Sträckan Gambetta till Porte des Lilas öppnas på linje 3
- 1971 Sträckan tas bort från linje 3 och blir egna linje 3bis.

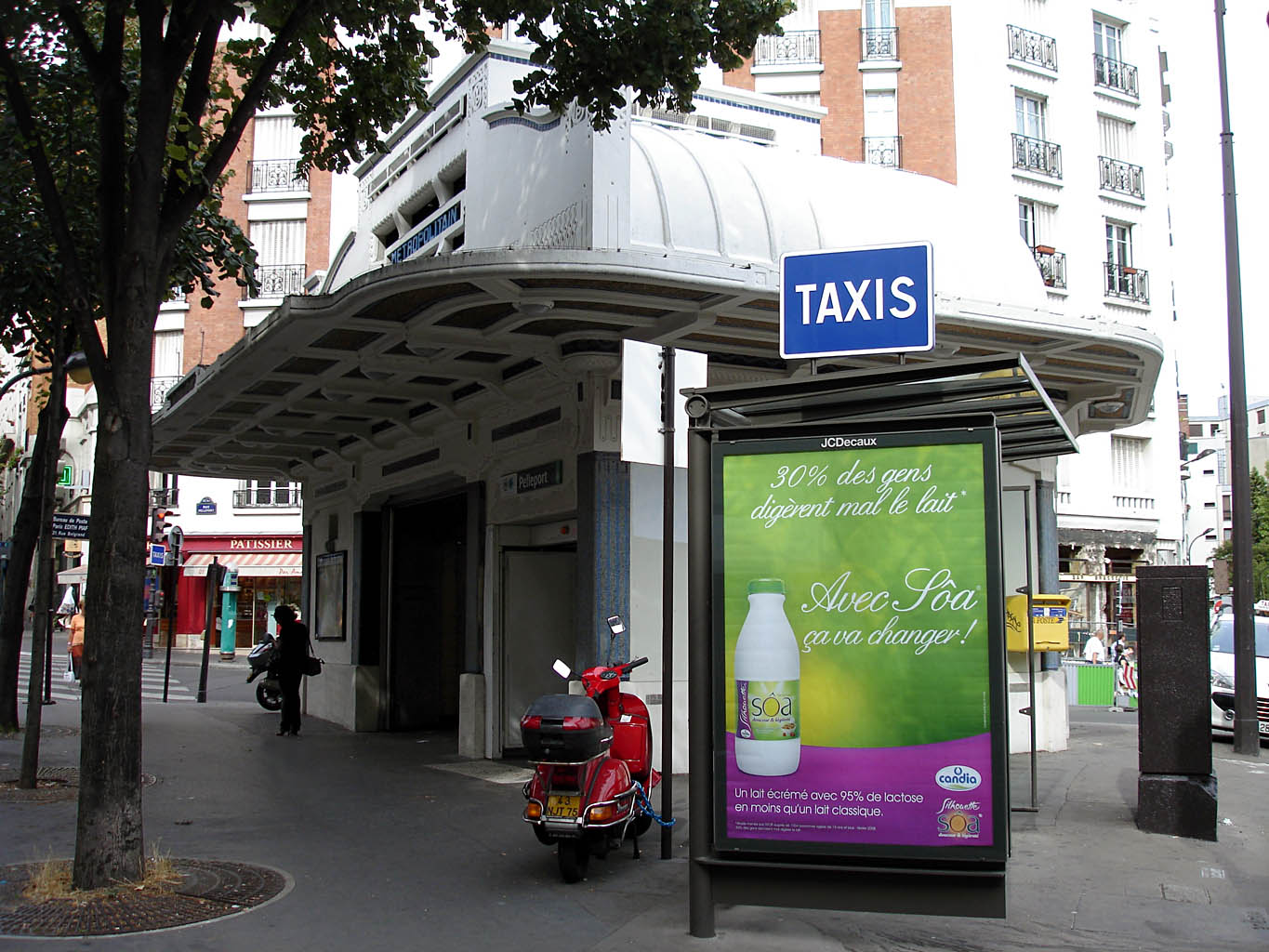
Pelleport
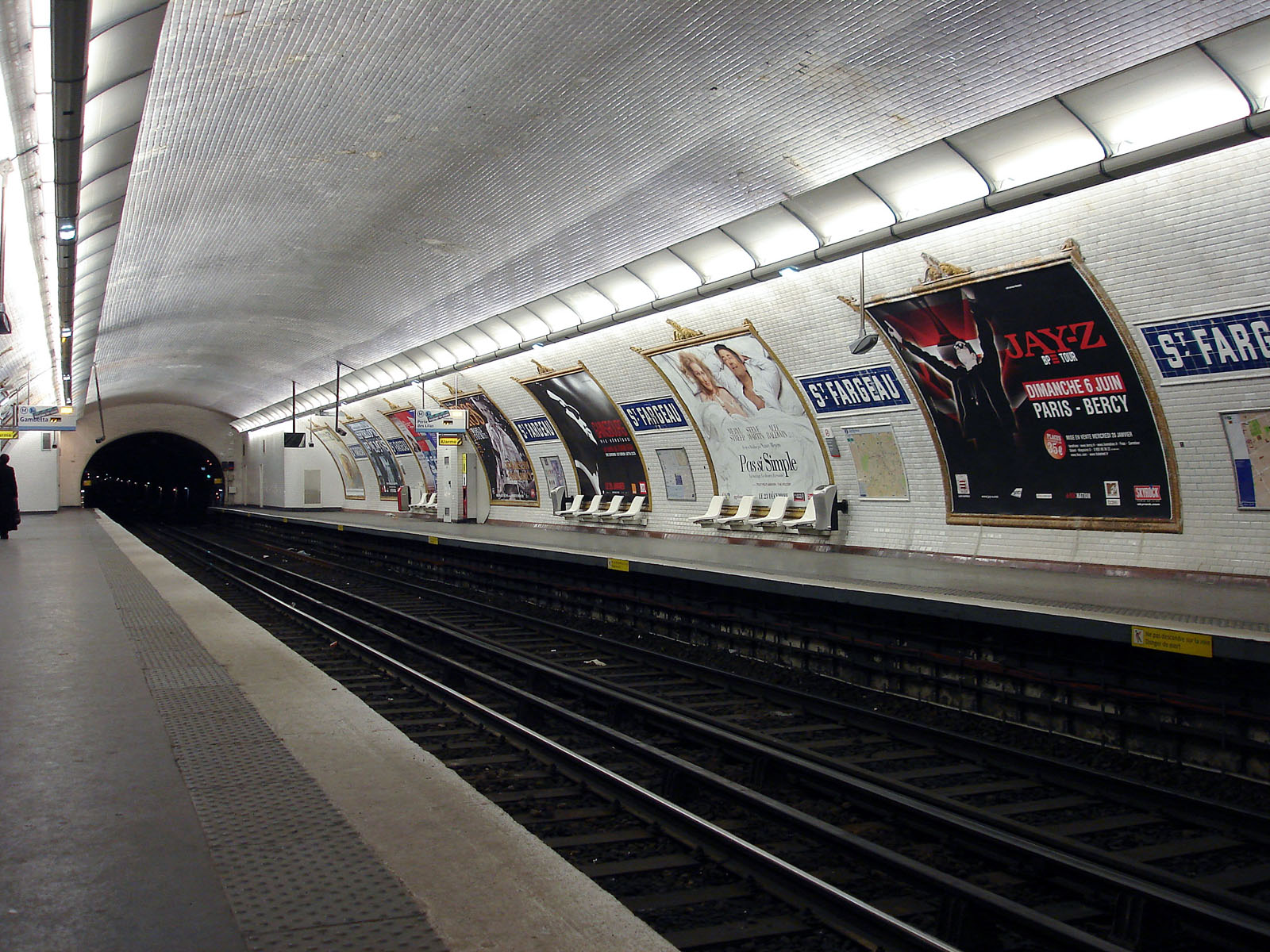
Saint-Fargeau
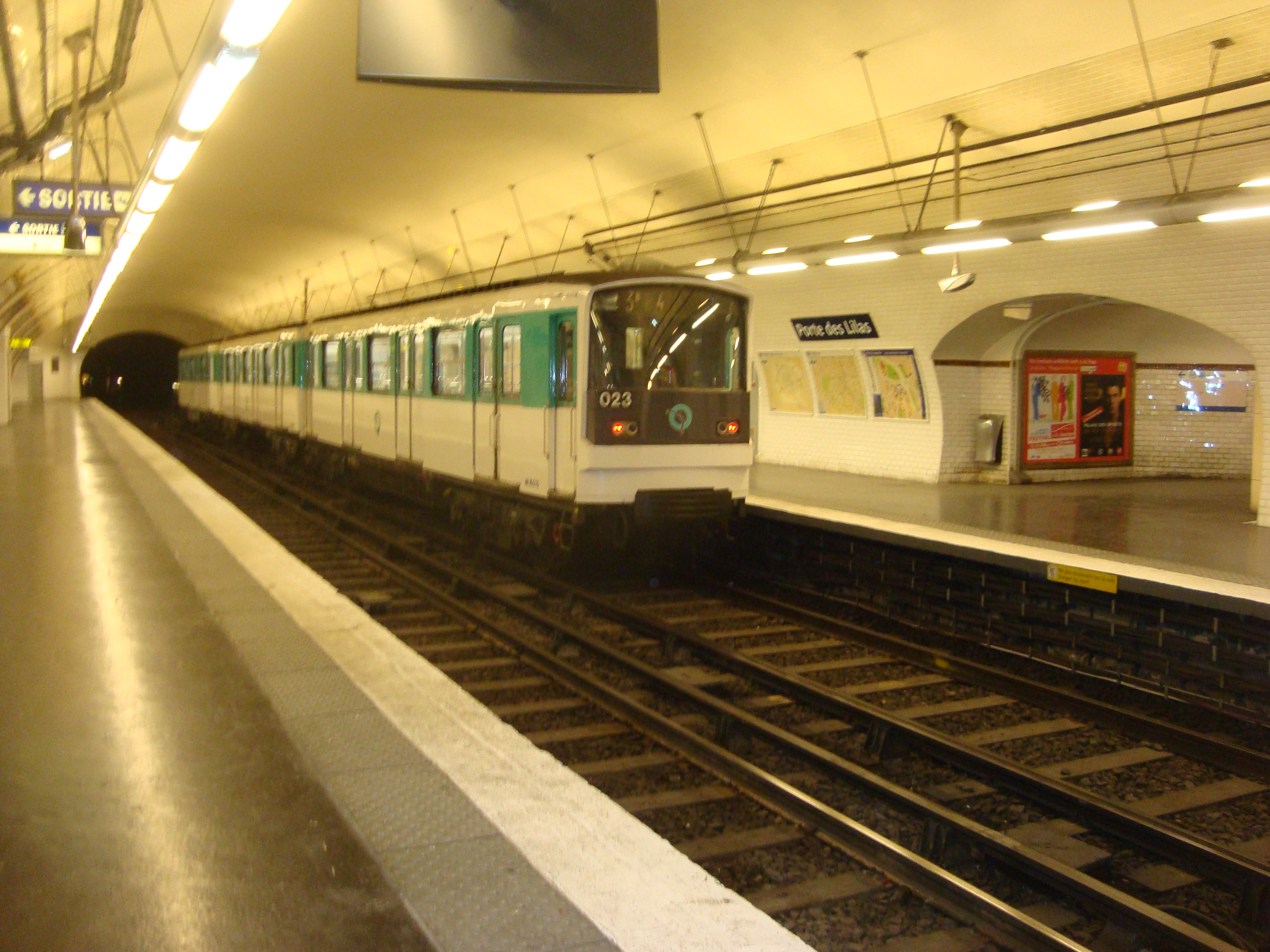
Porte des Lilas
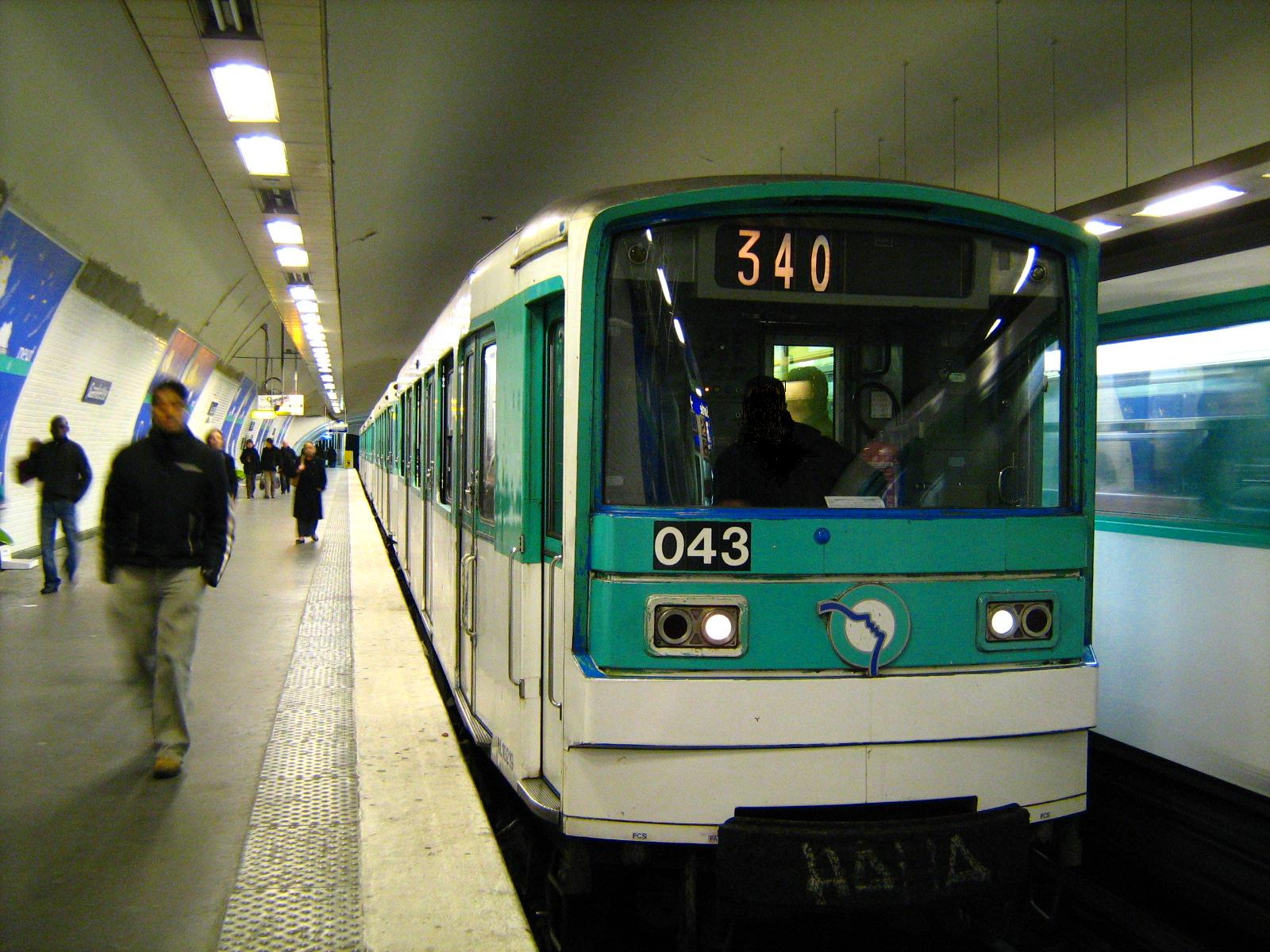
Gambetta